# Швидкісна дорога S86 (Польща)
Швидкісна дорога S86 — побудована в 1978—1986 рр. ділянка національної дороги 86 довжиною 5,9 км, що сполучає Катовіце (алею В. Роздзеньского, вул. Мурковська та вул. Бегінну) та Сосновець (розв'язка Погог). У Катовіце це частина Алеї Валенти Роздзеньского, у 2010 році перший, а з 2015 року постійно другий за завантаженістю маршрут у Польщі, і водночас лідер серед швидкості на дорозі з найбільшою кількістю зіткнень і аварій у 2016 році.
Дорога має 2 проїжджі частини по 3 смуги на кожній. З 1999 року дорогою керує Генеральна дирекція національних доріг і автомагістралей. 13 жовтня 2015 року уряд змінив положення про мережу автомагістралей і швидкісних доріг, офіційно додавши маршрут S86 до списку швидкісних доріг, що зробило його найкоротшою швидкісною дорогою в Польщі. Це одна з небагатьох швидкісних доріг, існуючі ділянки якої не з'єднані з рештою мережі автомагістралей і швидкісних доріг.

## Аварії та зіткнення
Серед швидкісних доріг S86 займає перше місце серед найнебезпечніших доріг у Польщі: протягом майже всього року було зареєстровано в середньому 113 зіткнень і аварій на 1 км дороги, що дає в середньому майже 2 зіткнення щодня для всієї ділянки 5,9 км. У 2016 році було 599 зіткнень і аварій, що стало найвищим результатом для всіх доріг Катовіце. Важливим фактором, який ми згадуємо під час зіткнення на трасі S86, є той факт, що будь-яке зіткнення на цій трасі може паралізувати регіон.